# 宰孔
宰孔（?—?），姬姓，周氏，周公的後代子孫，又稱周公孔、宰周公，為宰姓的始祖。东周周襄王朝時任王室太宰，輔佐周襄王理政，人稱之為宰孔。周襄王元年（前651年）齊桓公稱霸中原，召集魯、衛、宋、許、鄭、曹各國諸侯在（今河南蘭考縣東）會盟，宰孔代表周襄王出席，見證了第一位春秋霸主，他也預言了齊桓公驕傲，“不務德而勤遠略”的下場。